# Читалиште београдско
Читалиште београдско, Београдско читалиште или како се по оснивању звало „Српско читалиште у Београду” било је прва јавна читаоница у обновљеној Србији, а такође и једна од најстаријих српских установа. Основано је 2. јануара 1846. године, пет година пошто је Београд постао престоница Кнежевине Србије.

## Оснивање Читалишта београдског
Идеја о оснивању Читалишта јавила се још 1843. године, о чему је крајем исте године писао Милош Поповић, уредник Новина србских. Залагањем Јелисеја Вукајловића, секретара Управе вароши Београда, заједно са пријатељима, највиђенијим људима у тадашњој Србији, 30. децембра 1845. године основан је Одбор за оснивање Читалишта. Првог дана наредне године, 1. јануара 1846. чланови Одбора за оснивање Читалишта подносе молбу Попечитељству внутрењих дјела (Министарству унутрашњих послова), а већ сутрадан, 2. јануара 1846. Одбор доноси и „Правила Србског читалишта у Београду” која су такође поднета на одобрење Попечитељству внутрењих дјела. Испод "Правила" потписани су: Миша Анастасијевић, најбогатији и најутицајнији човек у Србији тог времена, његов зет Радован П. Дамјановић, помоћник министра Попечитељству внутрењих дјела и уставобранитељ, Ђорђе Попадић, трговац, Глигорије Јовановић, Милован Спасић, управитељ основних школа, Димитрије Данић, трговац, Максим Симоновић, професор Кнежевског лицеја, Јанаћ Кумануди, трговац, Петар Радовановић, управитељ основних школа, Павле Арс. Поповић, секретар Совјета, Јелисеј Вукајловић, Риста Величковић, трговац и Јован Минић, начелник Контроле. Недељу дана касније, 9. јануара Попечитељство је дало сагласност и оснивање друштва је одобрено 17. јануара 1846. године.

## Историја Читалишта београдског
Читалиште београдско је свечано отворено 24. фебруара (по старом календару) 1846. године. Том приликом су говорили Раја Дамјановић о Читалишту и Максим Симоновић о „потреби слоге међу Србима, без обзира где живе”. Читалиште је отворено у присуству најистакнутијих људи из Србије и страних конзула.
Читалиште београдско налазило се у у школској згради која се налазила изнад данашње Саборне цркве (данас се на том месту, у краља Петра бр. 7 налази школа „Краљ Петар Први“). Било је смештено у две лепо намештене и украшене собе. Према „Правилима”, члан Читалишта могао је бити сваки Србин, али је било и чланова других народности који су били пријатељи српског народа, а као гости могли су долазити и ђаци. Чланови су долазили у Читалиште не само да би читали новине и књиге, већ и да би се упознавали и јачали међусобне везе.
Читалиште је имало и библиотеку, музеј са галеријом слика. Библиотека Читалишта београдског је дуго била једина јавна библиотека у обновљеној Србији, а књиге су набављане куповином, поклонима, а добијани су и примерци књига штампаних у Типографији Димитрија Давидовића. У броју 14 за 1847. годину Новине Читалишта београдског доносе вест да је „сам Петар Петровић Његош даровао читаоницу Читалишта београдског са десет примерака свог најновијег стихотворског дела Горски Вијенац”. Библиотеком су се служили како чланови Читалишта, тако и ђаци Лицеја и Богословије, а први ју је средио др Милован Спасић. У музеју су се, осим слика, чувале и збирке новца и икона.
Читалиште се издржавало од чланарине и добровољних прилога. Краљ Александар Обреновић био је заштитник Читалишта и помагао га је са 300 динара годишње. Више пута је долазило у кризу, нарочито 1857. када је био покушај поновног отварања Илирске касине. Како би се повећао број читалаца 1866. године отвара се испостава Читалишта код Вознесенске цркве, али је већ после годину дана, због недостатка средстава, ова испостава затворена. Године 1894. састављен је и предлог да Читалиште сву своју имовину уступи Општини београдској и настави са радом под њеним окриљем, али овај покушај није уродио плодом. Године 1896. покушајно је осавремењивање Читалишта, али безуспешно, па оно наставља да слаби. Још један покушај активирања учињен је и 1912. Читалиште је престало са радом током Првог светског рата. Током рата Читалиште је настрадало, па су после рата преостале књиге предате Друштву Свети Сава, а рад читалишта није обновљен.

### Београдско читалиште у Библиотеци града Београда
Године 1980. Библиотека града Београда обновила је Београдско читалиште, а 1991. и Новине Београдског читалишта, као настављача традиције Новина читалишта Београдског. Традицију Читалишта београдског у Библиотеци града Београда наставља Одељење периодике, које се налази на Студентском тргу 19. Ово одељење садржи богат фонд серијских публикација и представља једину јавну читаоницу дневне штампе у Београду. Фонд овог Одељења чини више од око 1.500 наслова часописа и новина укоричених у близу 30 хиљада свесака, који се могу користити само у читаоницама. Одељење периодике у просеку годишње посети више од 15 хиљада корисника.

### Новине Читалишта београдског
Годину дана након оснивања Читалишта покренуте су и Новине Читалишта београдског. Новине је покренуо посебан Одбор, састављен од чланова друштва. Први број појавио се у петак 3. јануара 1847. Новине су излазиле једном недељно, сваког петка, на два листа у формату кварта. Доносиле су вести из Србије и света. Излазиле су редовно две године, а у 1849. изашла су само два броја. Претплата на годину је била 1 талир, а за чланове Читалишта 3 цванцика.

## Значај и утицај Читалишта београдског
Читалиште београдско, као једна од најстаријих установа културе у обновљеној Србији, одиграло је значајну улогу у историји Београда и српског народа. Отварање Читалишта био је велики културни догађај у Београду. у свом каснијем деловању оно је помагало и рад на оснивању позоришта, у њему су одржавана различита предавања и часови страних језика, а ту су прикупљане и претплате за српске књиге.
Својим деловањем Читалиште је постало светионик за цело Српство. Помагало је развоју књижевности и уметности, као и унапређењу занатства, пољопривреде и сточарства. По угледу на београдско почела су да се оснивају Читалишта широм Србије. Од 1854. године Читалиште београдско помаже читалиштима у унутрашњости и позајмицом или уступањем дупликата новина и књига. Током буне 1848-1849. прихватало је избеглице из Војводине и помагало им.
Значајну улогу имале су и Новине Читалишта београдског и упркос томе што су излазиле у веома кратаком периоду оствариле су снажан утицај на културни, просветни, па чак и политички живот у Србији. Деловање Новина је било од велике користи српском народу за време буне 1848-1849.
Библиотека града Београда је 1980. обновила Београдско читалиште, а 1991. и Новине Београдског читалишта. Данас су Новине Београдског читалишта најпре лист посвећен стварању, издавању, читању и тржишту књига.